# Fra Mauro

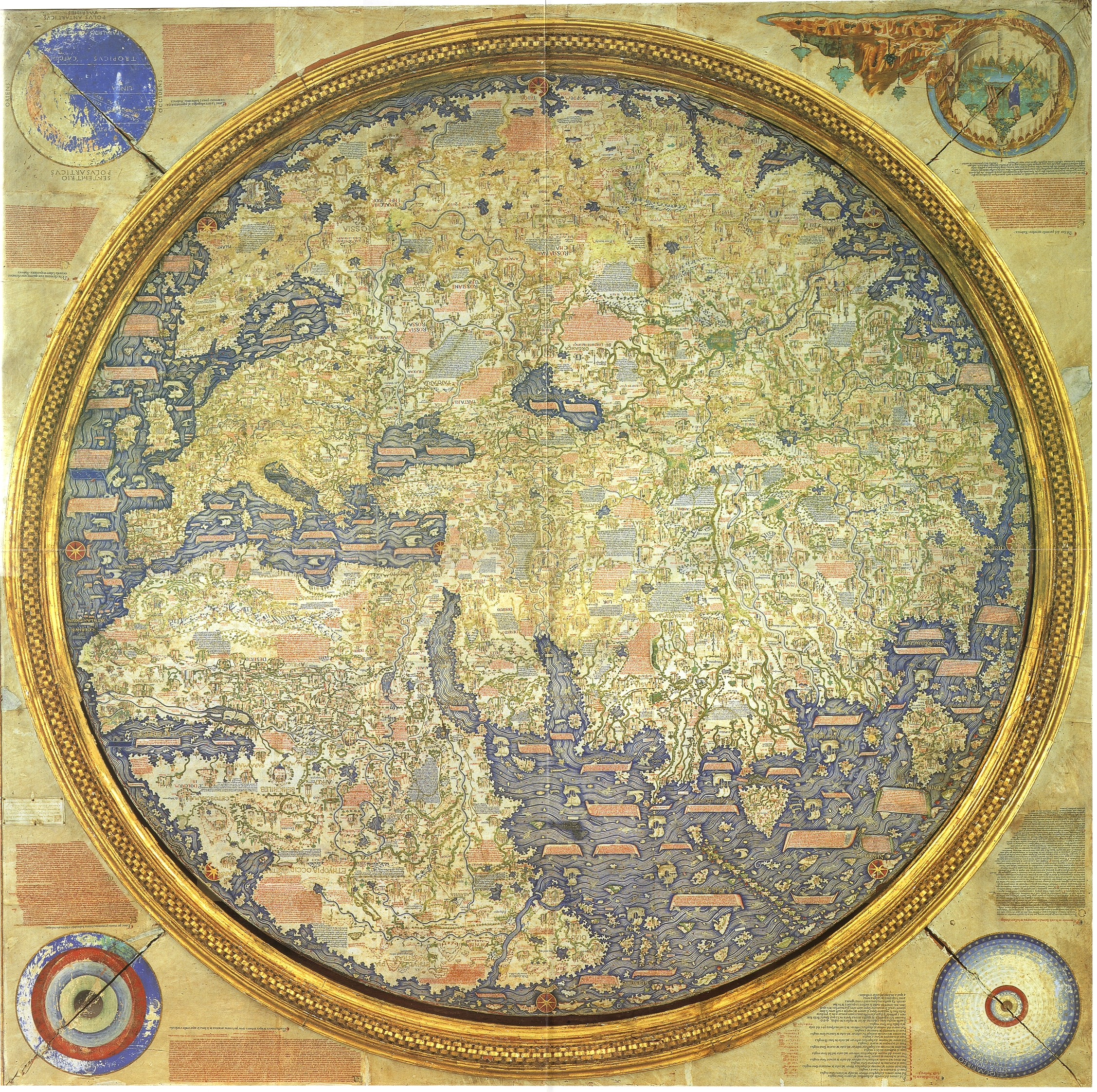
El Mapamundi de Fra Mauro 1459 (invertido, el Sur está normalmente en la parte superior). El mapa representa Asia, África y Europa.

Fra Mauro fue un monje y cartógrafo camaldulense italiano del siglo XV. Su taller de cartografía se encontraba en el monasterio de San Michele di Murano, en la laguna veneciana. 
En el año 1457 dibujó el mapa del Mundo antiguo en una sorprendente precisión, en el que incluye comentarios muy extensos de los conocimientos geográficos de su época. El mapa se conoce hoy en día como el "Mapa de Fra Mauro" o "Mapamundi de Fra Mauro".

## El mapa de 1459
El mapa le fue encargado a Fra Mauro por el rey Alfonso V de Portugal. Andrea Bianco, un navegante y cartógrafo, colaboró con Fra Mauro en la creación del mapa, lo que atestiguan los pagos que le fueron realizados entre 1447 y 1459 . El mapa se completó el 24 de abril, de 1459, y fue enviado a Portugal, pero este ejemplar desapareció. Se adjuntó al mapa una carta del Príncipe veneciano destinada al príncipe Enrique el Navegante, tío de Alfonso V, en la que exhortaba al príncipe a continuar destinando fondos a la exploración. Fra Mauro murió al año siguiente mientras realizaba una copia de este mapa para la Signoría de Venecia. La copia fue completada por Andrea Bianco. Una medalla conmemorativa contemporánea describe a Fra Mauro como "geographus incomparabilis".

### Extremo Oriente
El mapamundi de Fra Mauro muestra influencias de la cartografía China, que pueden vincularse a la información que le suministró su compañero el veneciano Niccolò Da Conti. Estas influencias recogen también errores , como el que sitúa un gran río procedente del centro de África desembocando en el Mar Rojo.

## Otros trabajos
Dos copias de los mapas de Fra Mauro existen todavía. Una es el portulano en la Biblioteca Vaticana, (Codice Borgiano V) publicado por Roberto Almagià en 1944. El otro fue descubierto por Antonio Ratti y se considera la copia de un mapa perdido de Fra Mauro firmada por Giorgio Callapoda de Candia y fechado en 1541; fue vendido en subasta en 1984 en Milán y se encuentra hoy en día en una colección privada, probablemente en Francia.

## Homenajes
En 1935 se decidió llamar «Fra Mauro» a un astroblema lunar. La formación Fra Mauro asociada al astroblema también lleva su nombre. Los astronautas del Apolo 14 alunizaron en la llamada formación de Fra Mauro. El Apolo 13, que debía alunizar en el cráter de Fra Mauro, no pudo hacerlo debido a una explosión en su tanque de oxígeno.